# Юніон-Геп (Вашингтон)
Юніон-Геп (англ. Union Gap) — місто (англ. city) в США, в окрузі Якіма штату Вашингтон. Населення — 6568 осіб (2020).

## Географія
Юніон-Геп розташований за координатами 46°33′15″ пн. ш. 120°29′30″ зх. д. / 46.55417° пн. ш. 120.49167° зх. д. (46.554276, -120.491599).  За даними Бюро перепису населення США в 2010 році місто мало площу 13,10 км², з яких 13,08 км² — суходіл та 0,01 км² — водойми. В 2017 році площа становила 14,12 км², з яких 14,10 км² — суходіл та 0,02 км² — водойми.

## Демографія
Згідно з переписом 2010 року, у місті мешкало 6047 осіб у 2061 домогосподарстві у складі 1420 родин. Густота населення становила 462 особи/км².  Було 2173 помешкання (166/км²).
Расовий склад населення:
| - 62,9 % — білих - 2,6 % — корінних американців - 0,9 % — чорних або афроамериканців - 0,9 % — азіатів - 29,1 % — осіб інших рас |

До двох чи більше рас належало 3,6 %. Частка іспаномовних становила 47,2 % від усіх жителів.
За віковим діапазоном населення розподілялося таким чином: 28,9 % — особи молодші 18 років, 59,3 % — особи у віці 18—64 років, 11,8 % — особи у віці 65 років та старші. Медіана віку мешканця становила 32,7 року. На 100 осіб жіночої статі у місті припадало 102,0 чоловіків;  на 100 жінок у віці від 18 років та старших — 100,4 чоловіків також старших 18 років.
Середній дохід на одне домашнє господарство  становив 42 284 долари США (медіана — 35 777), а середній дохід на одну сім'ю — 44 379 доларів (медіана — 37 543). Медіана доходів становила 32 342 долари для чоловіків та 26 349 доларів для жінок. За межею бідності перебувало 25,6 % осіб, у тому числі 31,5 % дітей у віці до 18 років та 14,5 % осіб у віці 65 років та старших.
Цивільне працевлаштоване населення становило 2211 осіб. Основні галузі зайнятості: роздрібна торгівля — 19,1 %, освіта, охорона здоров'я та соціальна допомога — 15,1 %, сільське господарство, лісництво, риболовля — 14,2 %.